# Суд в Єршовці
«Суд в Єршовці» — радянський двосерійний телефільм 1987 року, знятий режисером Василем Ілляшенком на Кіностудії ім. О. Довженка.

## Сюжет
За однойменною повістю В. Конова. У сільському клубі села Єршовка триває суд над Яковом Воробйовим, якого звинувачують у навмисному підпалі лісу. Поступово суд перетворюється на народне зібрання, на якому чесно йдеться про пияцтво, що процвітає на селі.

## У ролях
- Геннадій Гарбук — Яків Воробйов
- Людмила Хитяєва — Клавдія Воробйова
- Борис Хмельницький — Валерій Авер'янов, художник
- Борис Галкін — Рогачов
- Федір Одиноков — Софронов
- Юрій Медведєв — Мальков
- Віктор Приз — Михайло Степанович Нелідін, суддя
- Галина Дьоміна — Мотрона Краюшкіна
- Володимир Талашко — В'ячеслав Дмитрович Монаєнков, прокурор
- Олена Ставицька — Олена Тихонівна Лозіна, адвокат
- Костянтин Лінартович — Софронов в молодості
- Лариса Кадирова — Стеша в молодості
- Олена Ілляшенко — епізод
- Борис Александров — односельець
- Валерій Свищев — Олександр Сергійович Панов, народний засідатель
- Людмила Велика — Антоніна Петрівна Мотоніна, народний засідатель
- Олена Іллєнко — Савушкіна, секретар суду
- Осип Найдук — односельець
- Валія Абрамова — епізод

## Знімальна група
- Режисер — Василь Ілляшенко
- Сценарист — Віктор Конов
- Оператор — Валерій Іллєнко
- Композитор — Ігор Поклад
- Художник — Олександр Шеремет, Валерій Софронов